# اغتيال أولوف بالمه
يوم الجمعة، 28 فبراير عام 1986، الساعة 23:21 بتوقيت وسط أوروبا (22:21 بالتوقيت العالمي المنسق)، أُصيب أولوف بالمه، رئيس وزراء السويد، إصابة قاتلة برصاصة واحدة في أثناء سيره من السينما مع زوجته ليزبيت بالمه في شارع ستوكهولم المركزي سفيفاغن. وأُصيبت ليزبيت بالم بجروح طفيفة من طلقة ثانية. لم يكن لدى الزوجين حراس شخصيون معهم.
أُدين كريستر بيترسون الذي كان قد حُكم عليه بالقتل غير المتعمد في 1988 بعد أن تعرفت عليه زوجة بالمه على أنه القاتل. ومع ذلك، بُرئ عند الاستئناف أمام محكمة الاستئناف سفيا. ورفضت المحكمة العليا في السويد عريضة قدمها المدعي العام لمحاكمة جديدة. توفي بيترسون في أواخر سبتمبر عام 2004، وأُعلن رسميًا أنه غير مذنب في اغتيال بالمه.  القضية لا تزال دون حل وأدت إلى نشوء نظريات متعددة مختلفة.
في 18 فبراير عام 2020، أعلن المدعي العام السويدي المسؤول عن التحقيق، كريستر بيترسون (ليس له علاقة بالمتهم كريستر بيترسون)، أنه حدد قاتلًا محتملًا ولديهم صورة واضحة عما حدث خلال ليلة القتل. وأعلن أنه سيقدم المزيد من المعلومات قبل صيف 2020. كما أعلن أنه إن لم يتمكنوا من ملاحقة المشتبه به، فسيُنهى التحقيق بعد 34 عامًا. 

## ليلة الاغتيال
على الرغم من كونه رئيس الوزراء، سعى بالمه لعيش حياة عادية قدر الإمكان. كان يخرج في كثير من الأحيان دون أي حماية من الحارس الشخصي، وكانت ليلة مقتله إحدى هذه المناسبات. في طريقه إلى المنزل من سينما غراند مع زوجته ليزبيت بالمه في شارع ستوكهولم المركزي سفيفاغن، بالقرب من منتصف الليل في 28 فبراير عام 1986، تعرض الزوجان للهجوم من قبل مسلح وحيد. أُصيب بالمه بطلقة نارية قاتلة في الظهر من مسافة قريبة الساعة 23:21 بتوقيت وسط أوروبا. وأصابت رصاصة ثانية السيدة بالمه.
قالت الشرطة إن سائق سيارة أجرة استخدم اللاسلكي المحمول الخاص به لرفع الإنذار، وحاولت فتاتان في سيارة قريبة المساعدة. أُعلن عن وفاته لدى وصوله إلى المستشفى في الساعة 00:06 بتوقيت وسط أوروبا في 1 مارس عام 1986. هرب المهاجم شرقًا في شارع تونلغاتن.
تولى نائب رئيس الوزراء انغفار كارلسون على الفور مهام رئيس الوزراء وبصفته زعيمًا جديدًا لحزب العمال الديمقراطي الاشتراكي.

## تسلسل الأحداث

### قرار زيارة السينما
اتخذ بالمه قرارًا بزيارة سينما غراند في مهلة قصيرة جدًا. ناقشت ليزبيت بالمه فكرة مشاهدة فيلم عندما كانت تعمل أثناء فترة ما بعد الظهر، ودعت ابنها، مورتن بالمه، في الساعة 17:00 لمناقشة الفيلم في سينما غراند. لم يسمع أولوف بالمه عن الخطط حتى الساعة 18:30، في المنزل، عندما التقى بزوجته، وفي ذلك الوقت رفض بالمه بالفعل أي حماية شخصية أخرى للحراسة الشخصية من جهاز الأمن. تحدث إلى ابنه عن الخطط على الهاتف، وقرروا في النهاية الانضمام إلى مورتن وصديقته، اللذين اشتريا بالفعل تذاكر لمشاهدة الكوميديا السويدية برديرنا موزارت (الإخوة موزارت) من تأليف سوزان أوستين. اتُخذ هذا القرار نحو الساعة 20:00. فتشت الشرطة فيما بعد شقة بالمه، وكذلك أماكن عمل ليزبيت ومارتن، للبحث عن أجهزة التنصت السلكية أو عن آثار لمثل هذه المعدات، لكنها لم تعثر على أي منها. 

### سينما غراند
في الساعة 20:30 غادر الزوجان بالمه شقتهما دون مرافق متوجهين إلى محطة مترو غاملا ستان. شهد العديد من الأشخاص مشيتهم القصيرة إلى المحطة، ووفقًا لتحقيقات الشرطة الأخيرة، علقوا على نقص الحراس الشخصيين. أخذ الزوجان قطار مترو الأنفاق إلى محطة رودماسغاتن، حيث سارا إلى سينما غراند. التقيا ابنهما وصديقته خارج السينما نحو الساعة 21:00. لم يشترِ أولوف بالمه التذاكر التي كانت قد بيعت تقريبًا حتى ذلك الحين. تكريمًا لرئيس الوزراء، أراد كاتب التذاكر أن يحصل بالمه على أفضل المقاعد، وبالتالي باعه مقاعد المخرج المسرحي.